# Bracca (insecto)
Bracca es un género de polillas de la familia Geometridae.

## Especies
- Bracca bajularia (Clerck, 1764)
- Bracca barbara (Stoll, [1781])
- Bracca exul (Herrich-Schäffer, [1856])
- Bracca georgiata (Guenée, 1857)
- Bracca maculosa (Walker, 1856)
- Bracca matutinata (Walker, 1862)
- Bracca ribbei (Pagenstecher, 1886)
- Bracca rosenbergi (Pagenstecher, 1886)
- Bracca rotundata (Butler, 1877)
- Bracca subfumosa (Warren, 1897)